# Biuro Wyznań Niekatolickich
Biuro Wyznań Niekatolickich – organ pracy ministra spraw wojskowych właściwy w sprawach służby duszpasterskiej wyznań niekatolickich w Wojsku Polskim. 
Biuro obejmowało służbę wszystkich wyznań, nieobjętych uprawnieniami rzymskokatolickiej Kurii Biskupiej.

## Historia
20 czerwca 1919 minister spraw wojskowych generał porucznik Józef Leśniewskiego rozkazał utworzyć Sekcję Religijno-Wyznaniową.
W 1920 przemianowano ją jednak na Sekcję Wyznań Obcych. Niefortunność nazwy spowodowała jednak, że miesiąc później zmieniono nazwę na Sekcję Wyznań Niekatolickich i Opieki nad Grobami Wojennymi. Następnie w 1921 sekcję przemianowano na Wydział Wyznań Niekatolickich, w 1927 na Biuro Wyznań Niekatolickich Ministerstwa Spraw Wojskowych, aż w końcu w 1935 na Biuro Wyznań Niekatolickich.
Pierwszym szefem Sekcji Religijno-Wyznaniowej został mjr Bronisław Pieracki. Początkowo Sekcja miała w swoim składzie referentów 5 wyznań: 
- wyznanie ewangelickie (augsburskie, reformowane oraz unijne)
- wyznanie mariawickie
- wyznanie prawosławne
- wyznanie mojżeszowe
- wyznanie mahometańskie

Referenci duszpasterscy tych wyznań pełnili jednocześnie funkcje "naczelnych duchownych", później używając tytułu naczelnych kapelanów (względnie naczelnego rabina). 
W sierpniu 1921 r. weszła w życie nowa organizacja Ministerstwa Spraw Wojskowych w wyniku której miejsce Sekcji zajął Wydział Wyznań Niekatolickich. Szef Wydziału w randze generała brygady podlegał bezpośrednio ministrowi spraw wojskowych. 
W Wydziale Wyznań Niekatolickich funkcjonowały referaty 5 wyznań:
- wyznanie ewangelicko-augsburskie
- wyznanie ewangelicko-reformowane
- wyznanie ewangelicko-unijne
- wyznanie prawosławne
- wyznanie mojżeszowe

1 czerwca 1927 wszedł w życie rozkaz ministra spraw wojskowych marszałka Józefa Piłsudskiego B. Og. Org. 3552 Org. Biuro Wyznań Niekatolickich – organizacja i skład osobowy, na podstawie którego dotychczasowy Wydział Wyznań Niekatolickich przemianowany został na Biuro Wyznań Niekatolickich MSWojsk
Biuro składało się z szefa biura, zastępcy szefa, kancelarii, wydziału ogólnego oraz wydziałów wyznań: prawosławnego, mojżeszowego, ewangelicko-augsburskiego, ewangelicko-reformowanego i ewangelicko-unijnego.
Szef biura (etat generała) podlegał bezpośrednio ministrowi spraw wojskowych i posiadał w stosunku do podległego sobie personelu biura prawa dowódcy dywizji.
Szef wydziału ogólnego (etat oficera sztabowego) pełnił jednocześnie funkcję zastępcy szefa biura. Wydział ogólny opracowywał:
- sprawy związane z organizacją i mobilizacją służby duszpasterstwa wyznań niekatolickich,
- sprawy personalne duchownych wojskowych wyznań niekatolickich,
- sprawy związków religijnych i wyznań niekatolickich, nienależące do wydziałów poszczególnych wyznań,
- sprawy zarządu wojskowymi świątyniami i cmentarzami niekatolickimi oraz sprawy zaopatrywania ich w potrzebne untensylia,
- sprawy administracji budżetem i gospodarki materiałowej[3].

Z dniem 2 lipca 1927 referat wyznania ewangelicko-unijnego został przekazany naczelnemu kapelanowi ewangelicko-reformowanemu Kazimierzowi Szeferowi. Stało się to na prośbę Konsystorza Kościoła Ewangelicko-Unijnego, który 1 kwietnia 1927 wystosował pismo w tej sprawie do Wydziału Wyznań Niekatolickich.
W 1928 roku liczba żołnierzy niekatolików prezentowała się następująco:
- wyznanie prawosławne (60% ogólnej liczby żołnierzy niekatolików)
- wyznanie mojżeszowe (26% ogólnej liczby żołnierzy niekatolików)
- wyznanie ewangelicko-augsburskie (10% ogólnej liczby żołnierzy niekatolików)
- wyznanie ewangelicko-unijne (1% ogólnej liczby żołnierzy niekatolików)
- wyznanie ewangelicko-reformowane (1% ogólnej liczby żołnierzy niekatolików)

Opiekę nad żołnierzami wyznań ewangelicznych i baptystycznych pełnił pomocniczy prezbiter wojskowy, który wchodził w skład wydziału ogólnego w Biurze Wyznań Niekatolickich. Oprócz tego w wojsku byli również żołnierze wyznań muzułmańskich, mariawickich, polskokatolickich itp. Ich mała liczba nie pozwoliła jednak na utworzenie dla nich etatu kapelana.